# OpenDisc
El proyecto OpenDisc ofrece una selección de software de código abierto en un disco para los usuarios de Microsoft Windows. Los objetivos del proyecto son brindar una alternativa libre al costoso software propietario, y educar a los usuarios en Linux como un Sistema Operativo.
El proyecto fue creado en septiembre del 2007 por Chris Gray, un antiguo líder de proyecto de OpenCD, quien citó numerosas dificultades que él creyó que estaban afectando negativamente el progreso del mencionado proyecto patrocinado por Canonical. El 27 de septiembre de 2007, el proyecto OpenCD dejó de estar en desarrollo activo.

## Version 10.05
La versión 10.05 incluye las últimas versiones (de principios de mayo de 2010) de los siguientes programas:
- Diseño: Blender (2.49b), Dia (0.97.1-1), GIMP (2.6.8), Inkscape (0.47), NVU (1.0), Scribus (1.3.5.1), Tux Paint (0.9.21)
- Educación: CaRMetal (3.5.2), Guido van Robot (4.4), Maxima (5.21.1)
- Juegos: Battle for Wesnoth (1.8.0), Enigma (1.01), Freeciv (2.2.0), FreeCol (0.9.2), Neverball (1.5.4), PokerTH (0.7.1), Sokoban YASC (1.533), TuxMath (1.7.2), Tux Typing (1.8.0)
- Internet: Alliance (1.0.6), FileZilla (3.3.2.1), Firefox (3.6.3), HTTrack (3.43-9C), Miro (3.0.1), Pidgin (2.6.6), RSSOwl (2.0.4), SeaMonkey (2.0.4), Thunderbird (3.0.4), TightVNC (1.3.10), Vuze (4.2.0.2), WinSCP (4.1.9)
- Multimedia: Audacity (1.2.6), Avidemux (2.5.2), Celestia (1.60), InfraRecorder (0.50), Really Slick Screensavers (0.1), Songbird (1.4.3-1438), Stellarium (0.10.4), Sumatra PDF (1.0.1), TuxGuitar (1.2), VLC media player (1.0.5)
- Productividad: DjVuLibre (3.5.22+4.5), FreeMind (0.8.1), GanttProject (2.0.10), GnuCash (2.2.9), Notepad2 (3.0.20), OpenOffice.org (3.2.0)
- Utilidades: 7-zip (4.65), Abakt (0.9.5), ClamWin (0.96.0.1), GTK+ (2.16.0), TrueCrypt (6.3a), Workrave (1.9.1)